# Салас-и-Кастро, Эстебан
Эсте́бан Са́лас-и-Ка́стро (исп. Esteban Salas y Castro; 25 декабря 1725 года, Гавана, Испанская империя — 14 июля 1803 года, Сантьяго-де-Куба, Испанская империя) — кубинский композитор духовной музыки, органист, педагог. Выдающийся мастер хоровой полифонии, классик кубинской музыки. Обширное наследие Саласа, из которого дошло до нас далеко не все, включает мессы, литании, гимны, псалмы, мотеты, реквием, кантаты, пастурели. Особенно интересны принадлежащие его перу вильянсико — хоровые рождественские песни, тесно связанные с традициями народного песенного творчества. Общее число написанных Саласом вильянсико достигает (предположительно) двухсот.
О творчестве Саласа было почти ничего неизвестно до 1944 года, когда Алехо Карпентьер, после длительных поисков, обнаружил в архиве кафедрального собора Сантьяго-де-Куба несколько написанных композитором партитур. В последующие годы исследователи открыли еще целый ряд сочинений Саласа.

## Биография
Эстебан Салас-и-Кастро родился в Гаване 25 декабря 1725 года. Получил образование в области философии, теологии и канонического права, а также музыкальное — пел в хоре, изучал церковное пение, игру на органе, скрипке и композицию. Неизвестны имена учителей Саласа, но в архивах сохранились партитуры испанских мастеров XVII и XVIII веков (среди них Хуан дель Вадо, Диего Дурон, Мельчор де Монтемайор, Хуан Франсиско Барриос), переписанных рукой Саласа, по всей видимости, с целью изучения.
В феврале 1764 года, по поручению епископа Агустина Морель де Санта Крус, Салас возглавил капеллу кафедрального собора Сантьяго-де-Куба, с которым до конца его дней была связана его деятельность. Здесь Салас совмещал обязанности капельмейстера, органиста, педагога и композитора. За короткое время он превратил церковную капеллу в настоящую консерваторию, воспитавшую немало опытных музыкантов. Он занимался также просветительской деятельностью, знакомя кубинскую публику с классической европейской музыкой, в частности произведениями Йозефа Гайдна. Салас скончался 14 июля 1803 года в Сантьяго-де-Куба.